# Sergey Sirotkin

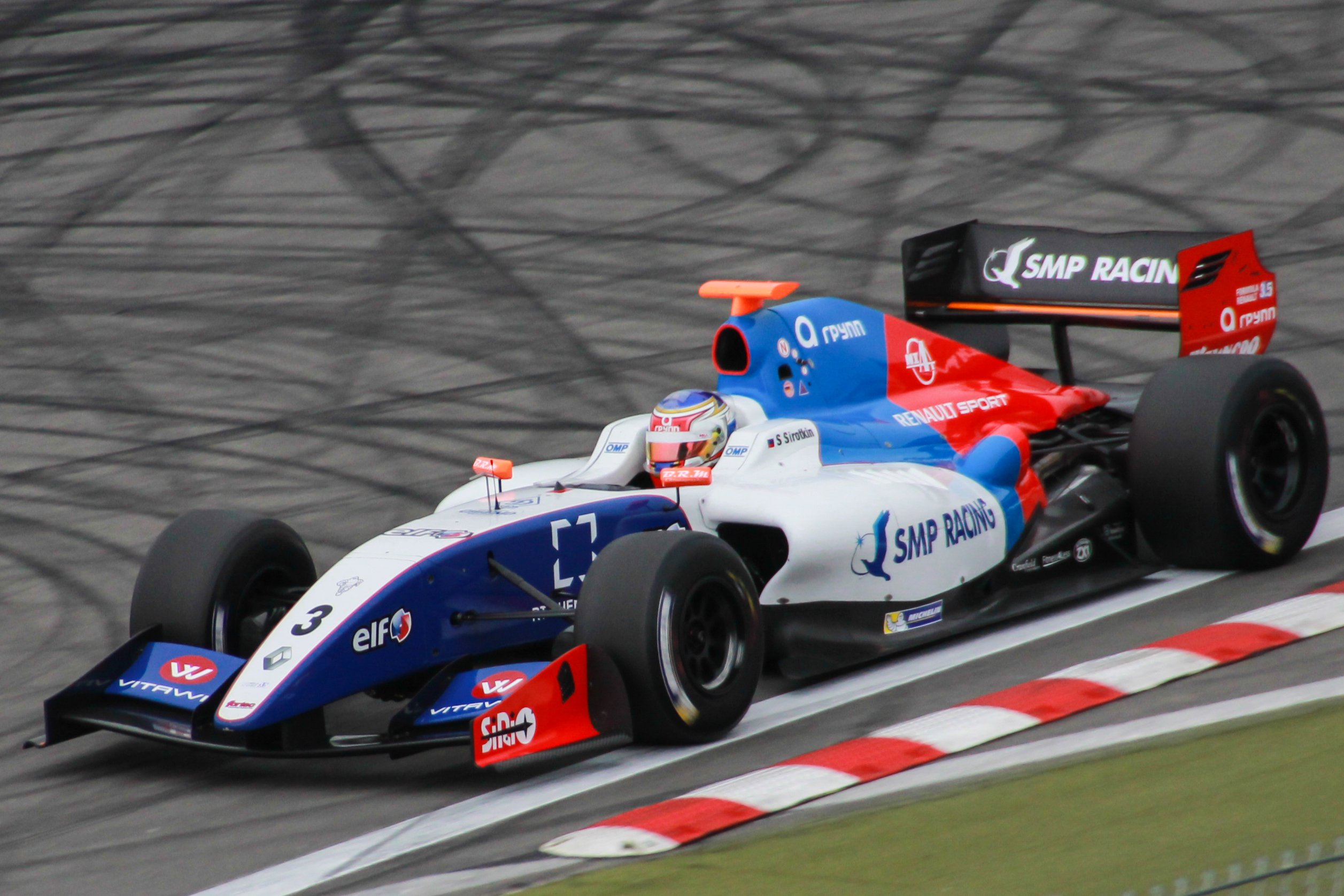
Sergei Sirotkin a la Fórmula Renault 3.5 2014.

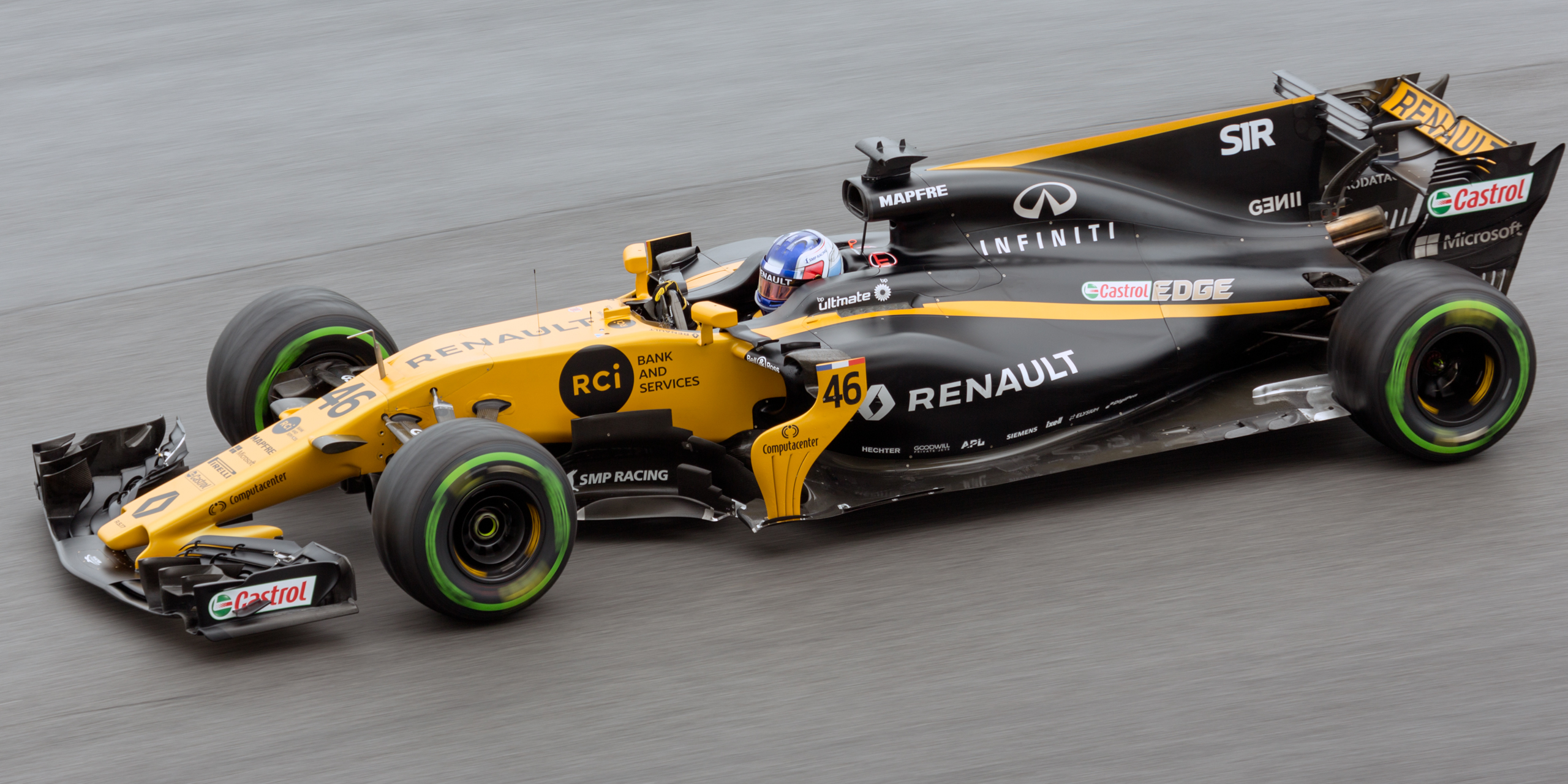
Sirotkin a les proves lliures del Gran Premi de Malàisia de 2017.

Sergey Olégovich Sirotkin (Сергей Олегович Сироткин; Moscou, Rússia, 27 d'agost de 1995) és un pilot d'automobilisme rus.
El seu pare, Oleg Sirotkin, és cap del Institut Nacional d'Tecnologies de l'Aviació amb seu a Moscou (Rússia).
Va disputar els campionats de GP2 Sèries dels anys 2015 i 2016, en tots dos va finalitzar en la tercer posició.
L'any 2017 va córrer les 24 Hores de Le Mans amb l'equip SMP Racing de LMP2, dues carreres del Campionat de Fórmula 2 de la FIA i va ser pilot de desenvolupament de Renault.
La temporada 2018 es va convertir en pilot de Williams de Fórmula 1.

## Resum de trajectòria
| Temporada | Categoria                        | Equip                     | Curses          | Victòries       | Poles           | VR              | Podis           | Punts           | Pos.            |
| --------- | -------------------------------- | ------------------------- | --------------- | --------------- | --------------- | --------------- | --------------- | --------------- | --------------- |
| 2010      | Fórmula Abarth                   | Jenzer Motorsport         | 6               | 0               | 0               | 0               | 0               | 12              | 18º             |
| 2011      | Fórmula Abarth Sèrie Europea     | Jenzer Motorsport         | 14              | 5               | 1               | 3               | 10              | 175             | 1º              |
| 2011      | Fórmula Abarth Sèrie Europea     | Euronova Racing by Fortec | 14              | 5               | 1               | 3               | 10              | 175             | 1º              |
| 2011      | Fórmula Abarth Sèrie Italiana    | Jenzer Motorsport         | 14              | 2               | 1               | 1               | 9               | 136             | 2º              |
| 2011      | Fórmula Abarth Sèrie Italiana    | Euronova Racing by Fortec | 14              | 2               | 1               | 1               | 9               | 136             | 2º              |
| 2012      | Acte GP World Sèries             | Euronova Racing           | 14              | 2               | 1               | 5               | 9               | 175             | 3º              |
| 2012      | Fórmula 3 Italiana               | Euronova Racing by Fortec | 24              | 2               | 0               | 1               | 6               | 166             | 5º              |
| 2012      | Fórmula 3 Italiana               | Euronova Racing by Fortec | 18              | 0               | 0               | 0               | 5               | 116             | 6º              |
| 2012      | Fórmula Renault 3.5              | BVM Target                | 2               | 0               | 0               | 0               | 0               | 0               | 35º             |
| 2013      | Fórmula Renault 3.5              | ISR                       | 15              | 0               | 0               | 0               | 2               | 61              | 9º              |
| 2014      | Fórmula 1                        | Sauber F1 Team            | Pilot de proves | Pilot de proves | Pilot de proves | Pilot de proves | Pilot de proves | Pilot de proves | Pilot de proves |
| 2014      | Fórmula Renault 3.5              | Fortec Motorsports        | 17              | 1               | 1               | 0               | 4               | 132             | 5º              |
| 2015      | GP2 Sèries                       | Rapax                     | 22              | 1               | 1               | 1               | 5               | 139             | 3º              |
| 2016      | Fórmula 1                        | Renault Sport F1 Team     | Pilot de proves | Pilot de proves | Pilot de proves | Pilot de proves | Pilot de proves | Pilot de proves | Pilot de proves |
| 2016      | GP2 Sèries                       | ART Grand Prix            | 22              | 2               | 3               | 3               | 8               | 159             | 3º              |
| 2017      | Fórmula 1                        | Renault Sport F1 Team     | Pilot de proves | Pilot de proves | Pilot de proves | Pilot de proves | Pilot de proves | Pilot de proves | Pilot de proves |
| 2017      | Campionat de Fórmula 2 de la FIA | ART Grand Prix            | 2               | 0               | 0               | 0               | 0               | 9               | 20º             |
| 2017      | 24 Hores de Le Mans 2017 - LMP2  | SMP Racing                | 1               | 0               | 0               | 0               | 0               | N/A             | 16º             |
| 2018      | Fórmula 1                        | Williams Martini Racing   | 21              | 0               | 0               | 0               | 0               | 1               | 20º             |

## Resultats

### GP2 Sèries
(Clau) (negreta indica pole position) (cursiva indica volta ràpida)
| Any  | Equip          | 1           | 2          | 3           | 4           | 5         | 6         | 7          | 8         | 9          | 10         | 11        | 12        | 13        | 14        | 15          | 16         | 17         | 18          | 19        | 20          | 21         | 22        | Pos. | Punts |
| ---- | -------------- | ----------- | ---------- | ----------- | ----------- | --------- | --------- | ---------- | --------- | ---------- | ---------- | --------- | --------- | --------- | --------- | ----------- | ---------- | ---------- | ----------- | --------- | ----------- | ---------- | --------- | ---- | ----- |
| 2015 | Rapax          | BHR FEA 12  | BHR SPR 14 | CAT FEA 16  | CAT SPR 10  | MON FEA 5 | MON SPR 3 | RBR FEA 2  | RBR SPR 4 | SIL FEA 1  | SIL SPR 8  | HUN FEA 3 | HUN SPR 3 | SPA FEA 9 | SPA SPR 6 | MNZ FEA Ret | MNZ SPR 5  | SOC FEA 4  | SOC SPR 21  | BHR FEA 5 | BHR SPR 4   | YMC FEA 13 | YMC SPR C | 3º   | 139   |
| 2016 | ART Grand Prix | CAT FEA Ret | CAT SPR 11 | MON FEA Ret | MON SPR Ret | BAK FEA 2 | BAK SPR 3 | RBR FEA 12 | RBR SPR 6 | SIL FEA 18 | SIL SPR 21 | HUN FEA 3 | HUN SPR 1 | HOC FEA 1 | HOC SPR 2 | SPA FEA 9   | SPA SPR 16 | MNZ FEA 14 | MNZ SPR Ret | SEP FEA 2 | SEP SPR Ret | YMC FEA 4  | YMC SPR 3 | 3º   | 159   |

### Campionat de Fórmula 2 de la FIA
(Clau) (negreta indica pole position) (cursiva indica volta ràpida)
| Any  | Equip          | 1       | 2       | 3       | 4       | 5       | 6       | 7          | 8         | 9       | 10      | 11      | 12      | 13      | 14      | 15      | 16      | 17      | 18      | 19      | 20      | 21      | 22      | Pos. | Punts |
| ---- | -------------- | ------- | ------- | ------- | ------- | ------- | ------- | ---------- | --------- | ------- | ------- | ------- | ------- | ------- | ------- | ------- | ------- | ------- | ------- | ------- | ------- | ------- | ------- | ---- | ----- |
| 2017 | ART Grand Prix | BHR FEA | BHR SPR | CAT FEA | CAT SPR | MON FEA | MON SPR | BAK FEA 10 | BAK SPR 4 | RBR FEA | RBR SPR | SIL FEA | SIL SPR | HUN FEA | HUN SPR | SPA FEA | SPA SPR | MNZ FEA | MNZ SPR | XER FEA | XER SPR | YMC FEA | YMC SPR | 20º  | 9     |

### 24 Hores de Le Mans
| Any  | Equip      | Copilots                         | Cotxe               | Classe | Voltes | PosiciónGral. | PosiciónClase |
| ---- | ---------- | -------------------------------- | ------------------- | ------ | ------ | ------------- | ------------- |
| 2017 | SMP Racing | Mikhail Aleshin · Viktor Shaitar | Dallara P217-Gibson | LMP2   | 330    | 33º           | 16º           |

### Fórmula 1
(Clau) (negreta indica pole position) (cursiva indica volta ràpida)
| Any  | Escuderia               | 1       | 2      | 3      | 4       | 5      | 6      | 7      | 8      | 9      | 10     | 11      | 12     | 13     | 14     | 15     | 16     | 17     | 18     | 19     | 20     | 21     | Pos. | Punts |
| ---- | ----------------------- | ------- | ------ | ------ | ------- | ------ | ------ | ------ | ------ | ------ | ------ | ------- | ------ | ------ | ------ | ------ | ------ | ------ | ------ | ------ | ------ | ------ | ---- | ----- |
| 2014 | Sauber F1 Team          | AUS     | MYS    | BHR    | CHN     | ESP    | MON    | CA     | AUT    | GBR    | GER    | HUN     | BEL    | ITA    | SIN    | JAP    | RUS TD | USA    | BRA    | ABU    |        |        | -    | -     |
| 2016 | Renault Sport F1 Team   | AUS     | BHR    | CHN    | RUS TD  | ESP    | MON    | CA     | EUR    | AUT    | GBR    | HUN     | GER    | BEL    | ITA    | SIN    | MYS    | JAP    | USA    | MEX    | BRA TD | ABU    | -    | -     |
| 2017 | Renault Sport F1 Team   | AUS     | XIN    | BHR    | RUS TD  | ESP TD | MON    | CA     | AZE    | AUS TD | GBR    | HUN     | BEL    | ITA    | SIN    | MAL TD | JAP    | USA    | MEX    | BRA    | ABU    |        | -    | -     |
| 2018 | Williams Martini Racing | AUS Ret | BHR 15 | XIN 15 | AZE Ret | ESP 14 | MON 16 | CAN 17 | FRA 15 | AUS 13 | GBR 14 | GER Ret | HUN 16 | BEL 12 | ITA 10 | SIN 19 | RUS 18 | JAP 16 | USA 13 | MEX 14 | BRA 16 | ABU 15 | 20º  | 1     |